# Getafe Club de Fútbol
Il Getafe Club de Fútbol, noto semplicemente come Getafe, è una società calcistica spagnola con sede nella città di Getafe, nell'area metropolitana di Madrid. Milita nella Primera División, la massima serie del campionato spagnolo di calcio, dal 2017.
Fondato nel 1946, il club fu ricostituito nel 1983. Dal 2004, anno dell'esordio in massima divisione, al 2016 ha militato per dodici stagioni consecutive nella Primera División spagnola. Disputa le gare casalinghe al Coliseum Alfonso Pérez, impianto da 17 393 spettatori inaugurato nel 1998.

## Storia

### Gli esordi comeClub Getafe Deportivo(1946-1982)
La società nacque ufficialmente in seguito alla guerra civile spagnola, il 24 febbraio 1946, quando cinque abitanti del posto, Enrique Condes García, Aurelio Miranda Olavaria, Antonio Corridor Lozano, Manuel Serrano Vergara e Miguel Cubero Francés, decisero di fondare un sodalizio legato a Getafe che, inizialmente, assunse il nome di Club Getafe Deportivo. La società successe ad un sodalizio precedente (la Sociedad Getafe Deportivo) che aveva rappresentato la città nelle diverse divisioni minori nazionali dal 1923 al 1933 e di cui prese in eredità il colore sociale azzurro.
Dopo un decennio di attività regionale, nel 1957 il Club Getafe Deportivo esordì per la prima volta nelle categorie nazionali, partecipando alla Tercera División. La vittoria del gruppo non fu sufficiente ad assicurare una nuova promozione nella stagione seguente ed il club si assestò in Tercera fino ad una nuova retrocessione patita nel 1968 (con il nome di Club Getafe Kelvinator per ragioni di sponsorizzazione).
Tornato in Tercera División, il Club Getafe Deportivo partecipò per la prima volta alla Coppa del Re (allora Coppa del Generalissimo) nel 1971 ed ottenne la prima storica promozione in Segunda División, la seconda serie del calcio spagnolo, nel 1976.

### Rifondazione comeGetafe Club de Fútbol(1983-2003)

Rendimento in campionato del Getafe Club de Fútbol 1929-presente

Dopo quasi 40 anni di attività, l'8 luglio 1983, a seguito del fallimento della precedente società, fu fondato l'attuale Getafe Club de Fútbol (nuova denominazione assunta dall'allora squadra giovanile) che, da allora, è considerata la quarta squadra della capitale Madrid (dopo Real Madrid, Atlético Madrid e Rayo Vallecano). Nonostante ciò Getafe, pur facendo parte dell'area della più grande città iberica, costituisce un Comune a parte.
Nel 1983-84 la nuova squadra partì dunque dalle serie regionali. Ottenne poi quattro promozioni consecutive, raggiungendo nel 1987 la Segunda División B, la terza serie spagnola. Alla fine della stagione 1993-94 fu promossa in Segunda División, dove rimase due anni. La successiva annata in terza serie, il 1996-97 si chiuse con una sofferta salvezza, conseguita dopo uno spareggio contro l'Huesca. Seguirono due altri anni in terza serie, prima di una nuova promozione in seconda serie ottenuta nel 1998-99. Nel frattempo era stato inaugurato il nuovo stadio del club, il Coliseum Alfonso Pérez, che aprì i battenti il 1º gennaio 1998. Nel 2000-01 il Getafe retrocesse, dopo due anni, in terza divisione, ma nel 2001-02, in una stagione funestata dall'assassinio del calciatore Sebastián "Sebas" Gómez e un debito di tre milioni di euro per mancati pagamenti degli stipendi dei giocatori, riuscì a risalire in Segunda tramite il quinto posto in terza serie.
Nel 2002-03 la squadra si salvò grazie all'undicesimo posto in Segunda, gettando le basi per la splendida annata successiva. Al termine della stagione 2003-04, infatti, il Getafe fu promosso in Primera División, avendo terminato il campionato di seconda divisione al secondo posto. Memorabile fu il successo all'ultima giornata sul campo del Tenerife per 5-3, con cinque gol di Sergio Pachón. Il risultato ebbe del prodigioso, dato che in soli vent'anni la squadra aveva scalato l'intera piramide calcistica spagnola.

### Esordi in Liga ed in Europa (2003-10)
Nella stagione 2004-05, la prima in massima serie, la squadra guidata da Quique Sánchez Flores sembrava, in seguito ad un brutto inizio, destinata alla retrocessione immediata ma, grazie ad una notevole rimonta, ottenne alla fine un positivo ed inaspettato tredicesimo posto in classifica, riuscendo nell'impresa di essere, nel giugno 2005, l'unica formazione, tra quelle neopromosse in massima serie nella stagione precedente, ad evitare la retrocessione (destino avverso riservato, invece, in quell'occasione, al Levante e al Numancia).
Nella stagione 2005-06, dopo un ottimo avvio ed il conseguimento del primo posto temporaneo in classifica sotto la guida di Bernd Schuster, il Getafe terminò la stagione con un brillante nono posto, miglior risultato della storia sino a quel momento, esattamente bissato l'anno successivo, allorché gli Azulones arricchirono la propria stagione con il raggiungimento, per la prima volta, della finale della Coppa del Re, persa per 1-0 contro il Siviglia, vincitore anche delle ultime due edizioni della Coppa UEFA. La qualificazione del Siviglia alla UEFA Champions League, ottenuta tramite il piazzamento in campionato, liberò un posto in Coppa UEFA per l'anno successivo per il Getafe, finalista perdente. Nel 2006-07 la squadra concesse solo 33 reti in 38 partite di campionato: il portiere argentino Roberto Abbondanzieri vinse il Trofeo Zamora, avendo concluso 12 partite di Liga senza subire gol.
Nella stagione 2007-08, partito Schuster, destinato al Real Madrid, il Getafe fu affidato a Michael Laudrup e disputò per la prima volta nella sua storia la Coppa UEFA, dove raggiunse i quarti di finale. Qui fu eliminato dal Bayern Monaco per la regola dei gol fuori casa, dopo il pareggio per 1-1 in Germania nella gara di andata e il 3-3 nella gara di ritorno in Spagna. Nella stessa annata raggiunse di nuovo la finale di Coppa del Re, persa questa volta contro il Valencia (3-1).
Nella stagione 2009-10 la squadra migliorò il proprio record chiudendo il campionato al sesto posto. Il piazzamento permise alla compagine di accedere ai preliminari di Europa League, che riuscì a superare, accedendo così alla fase a gruppi. Fu eliminata proprio in questa fase classificandosi terza con 7 punti nel gruppo H dietro a Stoccarda e Young Boys.

### Anni in crescendo (2011- )

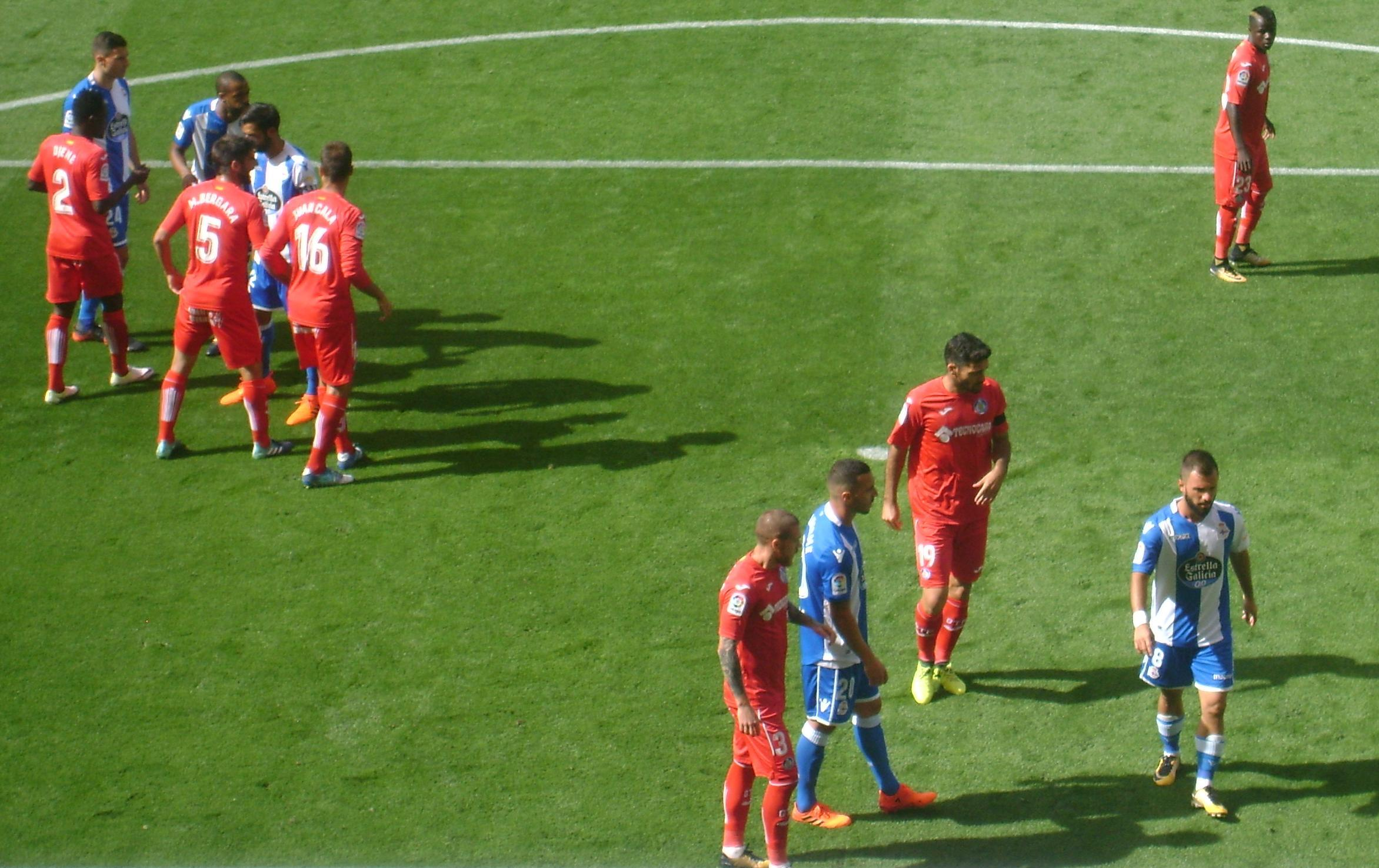
Deportivo de La Coruña vs. Getafe CF.

Il 21 aprile 2011 il club cambiò proprietà, essendo acquistato da parte del Royal Emirates Group dell'emiro Butti bin Suhail Al-Maktoum, che rappresenta lo sceicco Mansur bin Zayd Al Nahyan, presidente del Manchester City e dell'Al-Jazira. Il passaggio di proprietà effettivo sarebbe avvenuto il 1º luglio 2012 e il nome cambiato in Team Dubai Getafe.
Il 27 giugno 2012 fu reso noto che il 19 giugno era stato arrestato Joan Juanola Battaglia, uomo d'affari accusato di essere il protagonista di un presunto complotto di truffatori. Questo imprenditore era stato inizialmente interlocutore tra Royal Emirates Group e Getafe CF. La stampa spagnola riferì che Reale Emirates Group era coinvolta in una manovra fraudolenta tesa a confondere società emiratine con sceicchi falsi e truffatori. Il 28 giugno la Royal Emirates Group annunciò che avrebbe intrapreso azioni legali contro questi atti.
Dopo alcuni anni coronati dal raggiungimento di tranquille salvezze, la stagione 2015-2016 si chiuse con il penultimo posto e la conseguente retrocessione in seconda divisione dopo dodici anni di militanza ininterrotta in massima serie. Malgrado un complicato inizio di stagione in seconda serie, il ritorno nella massima divisione del Getafe fu immediato, grazie alla vittoria dei play-off (successi contro Huesca e Tenerife) sotto la guida del nuovo tecnico José Bordalás, dopo il terzo posto ottenuto nella stagione regolare.
Nelle due successive annate la squadra ottenne l'ottavo e il quinto posto, miglior piazzamento nella storia del club, accedendo in quest'ultimo caso all'Europa League. Sempre nell'annata 2018-2019 la squadra piazza il proprio attaccante Ángel al primo posto nella classifica dei marcatori della Coppa del Re, chiusa ai quarti di finale.
La stagione 2019-2020 vede una buona partenza per la squadra, ma, dopo lo stop ai campionati causato dalle misure per contrastare il diffondersi dell'epidemia di COVID-19, il Getafe non riuscì ad ottenere un nuovo piazzamento europeo. In Europa League il cammino del club si fermerà agli ottavi di finale (dopo aver eliminato, tra le altre, l'Ajax nella fase a gruppi), interrotto dai futuri vicecampioni dell'Inter. 
La stagione successiva sarà molto travagliata e vedrà il club ottenere la salvezza solo all'ultima giornata di campionato, chiuso al 15º posto.

## Colori e simboli

### Colori
La maglia del Getafe è di colore azzurro, colore scelto per richiamare le uniformi degli operai impiegati nelle fabbriche e nelle costruzioni, e distintivo del club fino dal 1946. La seconda maglia è tradizionalmente di colore rosso.

### Simboli ufficiali

#### Stemma
Lo stemma ufficiale della squadra è un adattamento dell'emblema cittadino, contornato da un anello di colore azzurro riportante la denominazione ufficiale del club (Getafe C.F. S.A.D.) e sormontato da un pallone da calcio stilizzato.
Nella stagione 2013-14, per commemorare la decima stagione consecutiva in Primera División, allo stemma è stato temporaneamente aggiunto un secondo anello azzurro riportante una dicitura speciale.

## Stadio

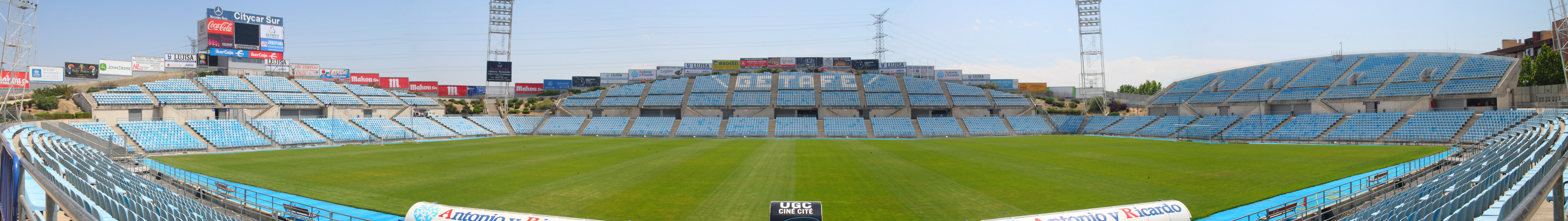
Veduta panoramica del Coliseum Alfonso Pérez.

Dal 1998 il Getafe disputa le partite casalinghe nel Coliseum Alfonso Pérez, dedicato all'omonimo calciatore nativo della città: pur non avendo mai indossato la maglia del Getafe ha militato tra gli altri nel Real Madrid, nel Barcellona e nella Nazionale spagnola. L'impianto ha una capacità di circa 17.000 spettatori, e nelle sue vicinanze è situato anche il centro sportivo del club.
In precedenza il club ha giocato in vari campi cittadini, l'ultimo dei quali era l'Estadio Municipal Las Margaritas: inaugurato nel 1970 poteva contenere 3.000 spettatori.

## Settore giovanile
Dal 1983 il club dispone di una filiale giovanile, il Getafe B, attualmente militante in Segunda División B.

## Allenatori
Di seguito sono elencati gli allenatori recenti del club:
- 1978-1979  Manuel Polinario
- 1980-1981  Manuel Polinario
- 1981-1982  Máximo Hernández
- 1993-1995  Luis Sánchez Duque
- 1995-1996  González Ruiz (set.-dic.)
 Luis Ángel Duque Mata (gen.-giu.)
- 1996-1997  Luis Ángel Duque Mata
- 1998-2000  Santiago Martín Prado
- 2000-2001  Juan José Enríquez Gómez (set.-dic.)
 Manuel Cano (dic.)
 Gonzalo Hurtado
- 2001-2002  Felines
- 2002-2003  Felines (set.-gen.)
 Pepe Mel (gen.-giu.)
- 2003-2004  Josu Uribe
- 2004-2005  Quique Sánchez Flores
- 2005-2007  Bernd Schuster
- 2007-2008  Michael Laudrup
- 2008-2009  Víctor Muñoz (giu.-apr.)
 Míchel (apr.-giu.)
- 2009-2011  Míchel
- 2011-2013  Luis García Plaza
- 2013-2014  Luis García Plaza (giu.-mar.)
 Cosmin Contra (mar.-giu.)
- 2014-2015  Cosmin Contra (giu.-gen.)
 Quique Sánchez Flores (gen.-feb.)
 Pablo Franco Martín (feb.-giu.)
- 2015-2016  Fran Escribá (giu.-apr.)
 Juan Esnáider (apr.-giu.)
- 2016-2017  Juan Esnáider (giu.-set.)
 José Bordalás (set.-giu.)
- 2017-2021  José Bordalás
- 2021-2022  Míchel (lug.-ott.)
 Quique Sánchez Flores (ott.-giu.)
- 2022-2022  Quique Sánchez Flores (lug.-apr.)
 Rubén Reyes Díaz (apr. - ad interim)
 José Bordalás (apr.-in corso)

## Calciatori

### Hall of Fame
Il seguente è l'elenco dei giocatori facenti parte della Hall of Fame (Leyendas) presente sul sito ufficiale del club.
- Roberto Abbondanzieri (2006-2009)
- David Belenguer (2004-2010)
- Javier Casquero (2006-2012)
- Cosmin Contra (2005-2009)
- Gheorghe Craioveanu (2002-2006)
- Rubén de la Red (2007-2008)
- Manu del Moral (2006-2011)
- Daniel Díaz (2007-2012, 2016-2017)
- Sergio Mora Sánchez (2001-2002. 2017-2018)
- Sergio Pachón (2004-2007)
- Mariano Pernía (2004-2006)
- Roberto Soldado (2008-2010)

### Vincitori di titoli
- Campioni d'Europa

  Rubén de la Red (Austria-Svizzera 2008)

## Palmarès

### Competizioni nazionali
- Segunda División B: 1

1998-1999
- Tercera División: 2

1957-1958, 1975-1976

### Competizioni regionali
- Campionato Preferente: 1

1985-1986
- Campionato Regionale 1ª Divisione: 1

1984-1985
- Campionato Regionale 2ª Divisione: 1

1983-1984

### Altri piazzamenti
- Coppa di Spagna:

Finalista: 2006-2007, 2007-2008
Semifinalista: 2009-2010
- Segunda División:

Secondo posto: 2003-2004
Terzo posto: 2016-2017
- Segunda División B:

Secondo posto: 1989-1990 (gruppo I), 1993-1994 (gruppo I)
Terzo posto: 1987-1988 (gruppo III)

## Partecipazione ai campionati e ai tornei internazionali

### Campionati nazionali
Dalla stagione 1957-1958 alla 2025-2026 il club ha ottenuto le seguenti partecipazioni ai campionati nazionali:
| Livello | Categoria           | Partecipazioni | Debutto   | Ultima stagione | Totale |
| ------- | ------------------- | -------------- | --------- | --------------- | ------ |
| 1º      | Primera División    | 21             | 2004-2005 | 2025-2026       | 21     |
| 2º      | Segunda División    | 13             | 1976-1977 | 2016-2017       | 13     |
| 3º      | Tercera División    | 17             | 1957-1958 | 1975-1976       | 28     |
| 3º      | Segunda División B  | 11             | 1987-1988 | 2001-2002       | 28     |
| 4º      | Divisione regionale | 3              | 1956-1957 | 1969-1970       | 5      |
| 4º      | Tercera División    | 2              | 1982-1983 | 1986-1997       | 5      |
| Reg     | Divisione regionale | 3              | 1983-1984 | 1985-1986       | 3      |

### Tornei internazionali
Il miglior risultato raggiunto nei tornei internazionali sono i quarti di finale raggiunti nella stagione d'esordio, nella Coppa UEFA 2007-2008.
Alla stagione 2024-2025 il club ha ottenuto le seguenti partecipazioni ai tornei internazionali:
| Categoria                     | Partecipazioni | Debutto   | Ultima stagione |
| ----------------------------- | -------------- | --------- | --------------- |
| Coppa UEFA/UEFA Europa League | 3              | 2007-2008 | 2019-2020       |

## Statistiche individuali
I giocatori con più presenze nelle competizioni europee sono Cata Díaz e Juan Albín a quota 15, mentre i migliori marcatori sono Esteban Granero e Pablo Hernández con 4 gol.

## Statistiche di squadra
A livello internazionale la miglior vittoria è per 3-0, ottenuta in due occasioni: contro l'AEK Atene nei sedicesimi della Coppa UEFA 2007-2008 e contro il Krasnodar nella fase a gruppi della UEFA Europa League 2019-2020, mentre la peggior sconfitta è il 3-0 subito dallo Stoccarda nella fase a gruppi della UEFA Europa League 2010-2011.

## Rivalità
La principale rivalità riguarda il Leganés, sobborgo confinante e formazione con cui il Getafe si è scontrata spesso nelle divisioni minori e, in epoca più recente, anche in massima serie, nel cosiddetto derby del sud di Madrid. Degna di menzione è la contrapposizione con i ricchi vicini cittadini del Real Madrid, con l'altra squadra madrilena del Rayo Vallecano e contro il Barcellona, contro cui il Getafe ottenne una storica vittoria per 4-0 nelle semifinali della Coppa del Re nel 2007.

## Rosa 2025-2026
Aggiornata al 29 luglio 2025.
| N. |                       | Ruolo | Calciatore       |
| -- | --------------------- | ----- | ---------------- |
| 1  | Slovacchia (bandiera) | P     | Jiří Letáček     |
| 2  | Togo (bandiera)       | D     | Djené            |
| 4  | Camerun (bandiera)    | C     | Yvan Neyou       |
| 5  | Spagna (bandiera)     | C     | Luis Milla       |
| 6  | Nigeria (bandiera)    | D     | Christantus Uche |
| 7  | Spagna (bandiera)     | A     | Álex Sola        |
| 8  | Uruguay (bandiera)    | C     | Mauro Arambarri  |
| 9  | Spagna (bandiera)     | A     | Borja Mayoral    |
| 11 | Spagna (bandiera)     | A     | Juanmi Jiménez   |
| 13 | Spagna (bandiera)     | P     | David Soria      |
| 14 | Spagna (bandiera)     | C     | Javi Muñoz       |
| 15 | Paraguay (bandiera)   | D     | Omar Alderete    |

| N. |                            | Ruolo | Calciatore       |
| -- | -------------------------- | ----- | ---------------- |
| 16 | Spagna (bandiera)          | D     | Diego Rico       |
| 17 | Spagna (bandiera)          | D     | Kiko Femenía     |
| 19 | Rep. Dominicana (bandiera) | A     | Peter González   |
| 21 | Spagna (bandiera)          | D     | Juan Iglesias    |
| 22 | Portogallo (bandiera)      | C     | Domingos Duarte  |
| 23 | Spagna (bandiera)          | A     | Adrián Liso      |
| 26 | Spagna (bandiera)          | D     | Davinchi         |
| 28 | Spagna (bandiera)          | D     | Ismael Bekhoucha |
| 29 | Spagna (bandiera)          | A     | Coba da Costa    |
|    | Marocco (bandiera)         | D     | Abdel Abqar      |
|    | Spagna (bandiera)          | C     | Mario Martín     |

### Staff tecnico
- José Bordalás - Allenatore
- Antonio Díaz - Vice allenatore
- David Cubillo - Vice allenatore
- Nano - Vice allenatore
- Emilio López - Preparatore dei portieri
- Juanan Perez - Collaboratore tecnico
- Javier Vidal - Preparatore atletico
- César Gimilio - Preparatore atletico
- Christopher Oyola - Medico sociale
- Ana De la Torre - Medico sociale
- Javi Beloqui Blanco - Fisioterapista
- Fermin Valera - Fisioterapista
- Braulio Alcántara - Fisioterapista
- Enrique Muñoz - Fisioterapista
- Álvaro García - Fisioterapista
- Luis Peñálver - Fisioterapista
- Sergio Jiménez Rubio - Terapista della riabilitazione
- Francisco Escobar Ruiz - Podologo
- Rubén Reyes Díaz - Direttore sportivo